# الصلبة (الشغادرة)

تعديل مصدري - تعديل

الصلبة هي إحدى قرى عزلة قلعة حميد بمديرية الشغادرة التابعة لمحافظة حجة، بلغ تعداد سكانها 199 نسمة حسب تعداد اليمن لعام 2004.